# جامعة إنغوشيا الحكومية
جامعة إنغوشيا الحكومية، هي جامعة عامة تقع في ماغاس، في جمهورية إنغوشيا. تأسست عام 1994 وتعتبر واحدة من أحدث الجامعات العامة في روسيا.

## الوصف
تضم الجامعة 10 كليات و42 قسمًا أكاديميًا، وهي أكبر مؤسسة للتعليم العالي في المنطقة.

## الكليات
كلية فقه اللغة
كلية الاقتصاد
كلية الاقتصاد والمالية
كلية الحقوق
كلية التاريخ
كلية الطب
كلية الكيمياء والأحياء
كلية الفيزياء والرياضيات
كلية الهندسة الزراعية
كلية التربية
التعاون الأكاديمي

## التعاون
تتعاون جامعة إنغوش الحكومية مع العديد من مؤسسات التعليم العالي ومراكز الأبحاث الروسية والدولية، مثل:
جامعة موسكو الحكومية
جامعة هيرزن
الجامعة المالية التابعة لحكومة الاتحاد الروسي
جامعة بياتيغورسك اللغوية الحكومية
جامعة تيومين الحكومية
معهد ماكس بلانك للأنثروبولوجيا التطورية (لايبزيغ، ألمانيا)
جامعة دريسدن
جامعة كاليفورنيا للعلوم المعاصرة  الأنثروبولوجيا
صندوق الدولة الكازاخستاني 